# ویلهلم فوکس
ویلهلم فوکس (آلمانی: Wilhelm Fuchs; ۱ سپتامبر ۱۸۹۸ – ۲۴ ژانویهٔ ۱۹۴۷) از رهبران آینزاتس‌کماندو بود.
وی در دانشگاه لایپزیگ علوم کشاورزی خواند. دکترای خود را در ۱۹۲۹ دریافت نمود. در ۱ آوریل ۱۹۳۲ به حزب نازی و در ۱ دسامبر همان سال به اس‌اس پیوست. کمتر از یک سال بعد به درجه اونتراشتورمفورر رسید و در ۲۰ آوریل ۱۹۳۸ اشتاندارتنفورر شد. وی در زمان جنگ از آوریل ۱۹۴۱ تا ژانویه ۱۹۴۲ رهبر شاخه آینزاتس‌گروپن در صربستان شد. وی در نهایت در ۲۴ ژانویه ۱۹۴۷ در بلگراد به دار آویخته شد.